# Torneo de Palermo 2021
El Internazionali Femminili di Palermo 2021 fue un torneo profesional de tenis jugado en canchas de arcilla. Fue la trigésima segunda edición del torneo y formó parte del WTA Tour 2021. Se llevó a cabo en Palermo (Italia) entre el 19 y el 25 de julio de 2021.

## Distribución de puntos
| Modalidad           | Campeona | Finalista | Semifinales | Cuartos de final | 2.ª ronda | 1.ª ronda | Clasificadas | 2.ª ronda de clasificación | 1.ª ronda de clasificación |
| Individual femenino | 280      | 180       | 110         | 60               | 30        | 1         | 18           | 12                         | 1                          |
| Dobles femenino     | 280      | 180       | 110         | 60               | 1         | -         | -            | -                          | -                          |

## Cabezas de serie

### Individuales femenino
| Tenista            | Ranking | Preclasificada |
| Danielle Collins   | 49      | 1              |
| Liudmila Samsónova | 55      | 2              |
| Jil Teichmann      | 56      | 3              |
| Shuai Zhang        | 60      | 4              |
| Viktoriya Tomova   | 109     | 5              |
| Océane Dodin       | 116     | 6              |
| Astra Sharma       | 128     | 7              |
| Kamilla Rakhimova  | 132     | 8              |

- Ranking del 12 de julio de 2021.

### Dobles femenino
| Tenista                             | Ranking | Preclasificada |
| Eri Hozumi Shuai Zhang              | 181     | 1              |
| Andreea Mitu Rosalie van der Hoek   | 187     | 2              |
| Vivian Heisen Astra Sharma          | 235     | 3              |
| Erin Routliffe Kimberley Zimmermann | 278     | 4              |

## Campeonas

### Individual femenino
Danielle Collins venció a  Elena-Gabriela Ruse por 6-4, 6-2

### Dobles femenino
Erin Routliffe /  Kimberley Zimmermann vencieron a  Natela Dzalamidze /  Kamilla Rakhimova por 7-6(7-5), 4-6, [10-4]